# Theridion praetextum
Theridion praetextum är en spindelart som beskrevs av Simon 1900. Theridion praetextum ingår i släktet Theridion och familjen klotspindlar. Utöver nominatformen finns också underarten T. p. concolor.